# Rudolfinum (Hradec Králové)
 (novembre 2023).
Le Rudolfinum de Hradec Králové est un bâtiment néo-baroque construit en 1902, qui abritait autrefois une institution pour enfants sourds. Le bâtiment est protégé en tant que monument culturel de la République tchèque depuis 1958.

## Histoire et description
L'institut a été fondé en 1881 par l'évêque de Hradec Králové et nommé Rudolfinum en mémoire du mariage du prince héritier Rodolphe d'Autriche avec la princesse belge Stéphanie. Cependant, le bâtiment actuel du Rudolfinum n'a été construit sur la base des plans de l'architecte Arnošt Jenšovský qu'entre 1901 et 1902 (jusqu'alors l'institut était situé dans plusieurs maisons des rues Tomkov et Dlouhá). Le Rudolfinum était parfaitement équipé pour l'époque, il y avait, par exemple, un gymnase, une piscine ou une chapelle, et l'ensemble du bâtiment était chauffé centralement. Il était encore utilisé par environ 80 enfants de tout le diocèse qui vivaient à Rudolfinum et y étaient scolarisés.
Pendant la Première Guerre mondiale, le bâtiment servait également d'hôpital militaire. Sous la Première République, seuls les enfants tchèques étaient acceptés ici, les enfants allemands devaient aller à Litomyšl, mais sous le protectorat, la situation a changé et le bâtiment n'était destiné qu'aux jeunes Allemands. Cependant, après le changement de régime, l'institution fut nationalisée en septembre 1948 et l'année 1952 marqua sa fin définitive, lorsque le bâtiment commença à être utilisé par l'Académie de Médecine Militaire. 
De fin 2011 à début 2014, le bâtiment a été rénové.